# Slamboree 1997
Slamboree 1997 fu un pay-per-view organizzato dalla federazione di wrestling World Championship Wrestling (WCW); si svolse il 18 maggio 1997 presso l'Indipendence Arena di Charlotte, Carolina del Nord, Stati Uniti.

## Descrizione
Prima dell'inizio del pay-per-view si svolsero due dark match non trasmessi in televisione. Durante il primo incontro, Yūji Nagata sconfisse Pat Tanaka; mentre nel secondo The Public Enemy (Rocco Rock & Johnny Grunge) sconfissero Harlem Heat (Booker T & Stevie Ray).
Lord Steven Regal sconfisse Último Dragón vincendo il titolo WCW World Television Championship. Sonny Onoo che accompagnò Dragón al ring, accidentalmente diede un calcio a Último Dragón dando la possibilità a Regal di applicare sull'avversario la sua mossa di sottomissione Regal Stretch.
Nel match seguente, Madusa sconfisse Luna Vachon.
Rey Misterio Jr. sconfisse Yuji Yasuraoka.
Glacier sconfisse Mortis per squalifica.
Durante il match per il titolo WCW United States Heavyweight Championship, Dean Malenko difese con successo il titolo contro Jeff Jarrett, facendolo cedere per dolore con la mossa di sottomissione Texas Cloverleaf.
Meng sconfisse Chris Benoit in un Death match.
Nell'incontro seguente, The Steiner Brothers (Rick Steiner & Scott Steiner) sconfissero Konnan & Hugh Morrus.
Steve McMichael sconfisse Reggie White.
Nel main event della serata, Ric Flair, Roddy Piper & Kevin Greene sconfissero The nWo (Kevin Nash, Scott Hall & Syxx). Questo fu il primo match di Flair in 6 mesi.

## Risultati
| N.         | Risultati                                                                                     | Stipulazione                                                   | Durata |
| ---------- | --------------------------------------------------------------------------------------------- | -------------------------------------------------------------- | ------ |
| Dark match | Yūji Nagata sconfigge Pat Tanaka                                                              | Single match                                                   | 04:30  |
| Dark match | The Public Enemy (Rocco Rock & Johnny Grunge) sconfiggono Harlem Heat (Booker T & Stevie Ray) | Tag team match                                                 | 06:00  |
| 1          | Lord Steven Regal sconfigge Último Dragón (c) (con Sonny Onoo)                                | Single match per il WCW World Television Championship          | 16:04  |
| 2          | Madusa sconfigge Luna Vachon                                                                  | Single match                                                   | 05:09  |
| 3          | Rey Misterio Jr. sconfigge Yuji Yasuraoka                                                     | Single match                                                   | 14:58  |
| 4          | Glacier sconfigge Mortis (con James Vandenberg) per squalifica                                | Single match                                                   | 01:51  |
| 5          | Dean Malenko (c) sconfigge Jeff Jarrett (con Debra)                                           | Single match per il WCW United States Heavyweight Championship | 14:54  |
| 6          | Meng sconfigge Chris Benoit (con Woman)                                                       | Death match                                                    | 14:54  |
| 7          | The Steiner Brothers (Rick & Scott) sconfiggono Konnan & Hugh Morrus (con Jimmy Hart)         | Tag team match                                                 | 09:35  |
| 8          | Steve McMichael (con Debra) sconfigge Reggie White (con Kent Johnston)                        | Single match                                                   | 15:17  |
| 9          | Ric Flair, Roddy Piper & Kevin Greene sconfiggono nWo (Kevin Nash, Scott Hall & Syxx)         | Six-man tag team match                                         | 17:20  |

Altre personalità presenti
| Ruolo          | Nome:          |
| -------------- | -------------- |
| Commentatori   | Tony Schiavone |
| Commentatori   | Bobby Heenan   |
| Commentatori   | Dusty Rhodes   |
| Intervistatore | Gene Okerlund  |
| Arbitro        | Nick Patrick   |
| Annunciatori   | David Penzer   |
| Annunciatori   | Michael Buffer |